# Hühnerberg (kulle i Österrike, Niederösterreich)
Hühnerberg är en kulle i Österrike.   Den ligger i distriktet Baden och förbundslandet Niederösterreich, i den östra delen av landet, 23 km sydväst om huvudstaden Wien. Toppen på Hühnerberg är 420 meter över havet.
Terrängen runt Hühnerberg är varierad. Runt Hühnerberg är det ganska tätbefolkat, med 172 invånare per kvadratkilometer.. Närmaste större samhälle är Baden, 3,5 km sydost om Hühnerberg. 
Runt Hühnerberg är det i huvudsak tätbebyggt.